# کراسنوکامنسک، سرزمین زابایکالسکی
شهر کراسنوکامنسک، سرزمین زابایکالسکی (به روسی: Краснокаменск) در کشور روسیه و در سرزمین زابایکالسکی واقع شده‌است.